# Wilfried Wittenberg
Wilfried Wittenberg (* 9. Juli 1928; † 11. Juli 2021 in Landau) war ein deutscher Fußballspieler.
In der Saison 1950/51 gehörte Wittenberg dem Kader des 1. FC Köln an. Jedoch wurde er in der Oberliga, welche damals die höchste deutsche Spielklasse war, nur einmal eingesetzt. Am 14. Spieltag gegen die Sportfreunde Katernberg, die Kölner verloren mit 3:4, stellte ihn der damalige Spielertrainer Hennes Weisweiler auf. Nach nur einem Jahr verließ er den 1. FC aufgrund einer Meniskusverletzung.

## Vereine
- 1950–1951 1. FC Köln

## Statistik
- Oberliga West
1 Spiel